# Jaroslav Chalupský
Jaroslav Chalupský (* 27. dubna 1974 Jindřichův Hradec) je český politik, manažer, ekonom a podnikatel, od roku 2020 senátor za obvod č. 15 – Pelhřimov, od roku 2018 zastupitel města Jindřichův Hradec, v letech 2020 až 2022 také radní města, nestraník za Svobodné.

## Život
Vystudoval jindřichohradecké Gymnázium Vítězslava Nováka a později Fakultu managementu Vysoké školy ekonomické, která sídlí v Jindřichově Hradci (získal titul Ing.). Následně na fakultě tři roky vyučoval jako odborný asistent.
Posléze pracoval v nadnárodní korporaci v Praze a na ústředí v USA. Později začal podnikat v Jindřichově Hradci, Pelhřimově a Praze s patnáctiletou zkušeností v maloobchodu. Zároveň pomáhá jako specializovaný konzultant na strategické řízení, projektové zavádění změny a řízení kvality.
Jaroslav Chalupský žije ve městě Jindřichův Hradec (konkrétně v části Jindřichův Hradec IV). Je ženatý, má dvě děti.

## Politické působení
V komunálních volbách v roce 2018 byl zvolen jako nezávislý na kandidátce subjektu „Hradec srdcem a rozumem + Svobodní“ zastupitelem města Jindřichův Hradec. V červnu 2020 se navíc stal neuvolněným radním města.
V krajských volbách v roce 2020 kandidoval jako nestraník za Svobodné do Zastupitelstva Jihočeského kraje, ale neuspěl.
Ve volbách do Senátu PČR v roce 2020 kandidoval jako nestraník za Svobodné v obvodu č. 15 – Pelhřimov. V prvním kole získal 23,54 % hlasů, a postoupil tak ze 2. místa do druhého kola, v němž nakonec porazil kandidáta ČSSD Milana Štěcha poměrem hlasů 52,43 % : 47,56 %, a stal se tak senátorem.
V Senátu je členem Senátorského klubu ODS a TOP 09, Stálé komise Senátu VODA – SUCHO, Stálé komise Senátu pro práci Kanceláře Senátu, je rovněž místopředsedou Výboru pro územní rozvoj, veřejnou správu a životní prostředí.
V komunálních volbách v roce 2022 vedl jako nezávislý kandidátku subjektu „Hradec srdcem a rozumem“ (tj. nezávislí kandidáti a Svobodní) v Jindřichově Hradci. Mandát zastupitele města se mu podařilo obhájit, avšak radním již zvolen nebyl.